# Грибуй
Мари́-Франс Гете́ (фр. Marie-France Gaîté, род. 17 июля 1941, Лион, Франция — 18 января 1968 года, Париж) — французская певица и автор песен, известная под псевдонимом Грибуй (фр. Gribouille).
Будучи подростком, страдала от психического расстройства. Подвергалась госпитализации в психиатрическую клинику. После лечения переехала в Париж попытать счастья. Через некоторое время встретилась с Жаном Кокто, который помог ей стать певицей в кабаре, введя в мир музыки. В 1963 присоединилась к реестру лейбла Pathé Records. Её называли новой Эдит Пиаф, сравнивали с Барбарой. Для неё писали песни Мишель Брезар и также Шарль Дюмон, который писал хиты для Эдит Пиаф.
Грибуй умерла от смешивания алкоголя с барбитуратами в возрасте 26 лет. Похоронена на кладбище Баньё в Монруже.

## Дискография

### Альбомы
- Mathias (1998), EMI France
- Mourir De Joie (2010), EMI France

### EPs
- Si J’Ai Le Coeur En Berne (1964), EMI

«Si J’Ai Le Coeur En Berne» / «Chagrin» / «Si Tu Ne Rentres» / «J’Irai Danser Quand Meme»
- Les Corbeaux (1965), EMI

«Les Roses Barbelees» / «Les Corbeaux» / «Mourir Demain» / «Pauvre Camille»
- Viens Danser, Marie (1965), EMI

«Elle T’Attend» / «Viens Danser, Marie» / «A Courte Paille» / «C’Est Toi Qui Me L’As Dit»
- Gueule De Bois (1965), EMI

«Mathias» / «Gueule De Bois» / «Grenoble» / «Le Temps Qui Vient»